# Das Zimmermädchen Lynn
Das Zimmermädchen Lynn ist ein Film des Regisseurs Ingo Haeb aus dem Jahr 2014. Der Film basiert auf dem Roman „Das Zimmermädchen“ von Markus Orths.

## Handlung
Lynn leidet unter psychischen Störungen und Phobien, weshalb sie ihre Anstellung als Zimmermädchen im Hotel Eden verloren und längere Zeit in einer Klinik verbracht hat. Um ihre alte Stelle zurückzubekommen, schläft sie mit dem Hotelchef.
Sie lebt allein und zurückgezogen, findet aber bei ihrem wiedererlangten Job als Zimmermädchen immer mehr Gefallen daran, in das Leben anderer Menschen einzutauchen. Sie zieht Kleider von Hotelgästen an und stöbert in deren privaten Sachen herum. An einem Mittwoch, als sie fast von einem Gast überrascht wird, versteckt sie sich unter dessen Bett und verbringt dort die Nacht. Seitdem bereitet es ihr am meisten Freude, sich unter die Betten der Gäste zu legen: Sie belauscht ihre Gespräche, ihre Mahlzeiten und ihren Sex. Eines Tages wird Lynn Zeugin, wie ein Gast die Domina Chiara aufs Zimmer bestellt. Sie entdeckt ihre eigenen masochistischen Bedürfnisse und baut einen immer engeren Kontakt zu Chiara auf. Sie lädt ihre neue Freundin zu einer Reise ein, wird aber von ihr am Bahnhof versetzt. In einer Traumsequenz reist sie mit Chiara in einem fahrenden Bett an die See.
Lynn besucht ihre Mutter; die Situation ist gleichermaßen harmonisch und distanziert. Lynn sagt ihrer Mutter, sie, Lynn, sei „ein ganz anderer Mensch als du glaubst“.

## Zitat
„After seeing this movie, sleeping in a hotel will never be the same.“

## Auszeichnungen
- 2014: Förderpreis Neues Deutsches Kino: Schauspiel für Vicky Krieps[3]
- 2014: Preis für den besten künstlerischen Beitrag und FIPRESCI-Preis der internationalen Filmkritik am Montreal World Film Festival[3]
- 2015: Best Feature beim Side-by-Side LGBT International Filmfestival, St. Petersburg, Russland[4]
- 2015: Gewinner des Special Jury Award in Split IFF[5]
- 2016: Preis der deutschen Filmkritik, Nominierung, für Vicky Krieps als beste Schauspielerin.[6]

## Rezeption
Laut epd Film zieht die „lakonisch-beiläufige Erzählweise“ den Zuschauer in den Bann, in einigen Momenten fühle man sich „an François Ozon“ erinnert.